# Locul fosilifer Purcăreni
Locul fosilifer Purcăreni (monument al naturii) este o arie protejată de intres național ce corespunde categoriei a III-a IUCN (rezervație naturală de tip paleontologic) situată in județul Brașov, pe teritoriul administrativ al comunei Tărlungeni.

## Localizare
Aria naturală ce ocupă o suprafață de 0,20 hectare, se află în partea sud-estică a județului Brașov, pe teritoriul sud-estic al satului Purcăreni, la poalele Clăbucetelor Întorsurii, la limita de contact a acestora cu Depresiunea Brașovului.

## Descriere
Rezervația naturală a fost declarată arie protejată prin Legea Nr.5 din 6 martie 2000 (privind aprobarea Planului de amenajare a teritoriului național - Secțiunea a III-a - zone protejate) și reprezintă o formațiune calcaroasă (olistolite )  cu faună (fosiliferă) de Stanberg, calcare fosilifere albe cu asociere de corali și crustacee și calcare recifale tithonice, atribuite Jurasicului superior.

## Căi de acces
- Drumul județean (DJ103A) pe ruta: Brașov - Tărlungeni - Zizin - Purcăreni
- Drumul județean (DJ103B) din Săcele (spre Tărlungeni se intră în DJ103A) - Zizin - Purcăreni

## Legaturi externe
Rezervatia Naturala Purcăreni Pagina oficială a Ariei Naturale Protejate „Locul fosilifer Purcăreni”